# Sphaerulina
Sphaerulina — рід грибів родини Mycosphaerellaceae. Назва вперше опублікована 1878 року.